# Diecéze yeiská
Diecéze yeiská či Diecéze Yei (lat. Dioecesis Yeien(sis), angl. Roman Catholic Diocese of Yei) je římskokatolická diecéze v Jižním Súdánu, která je sufragánní diecézí k arcidiecézi Džuba.  

## Území a organizace

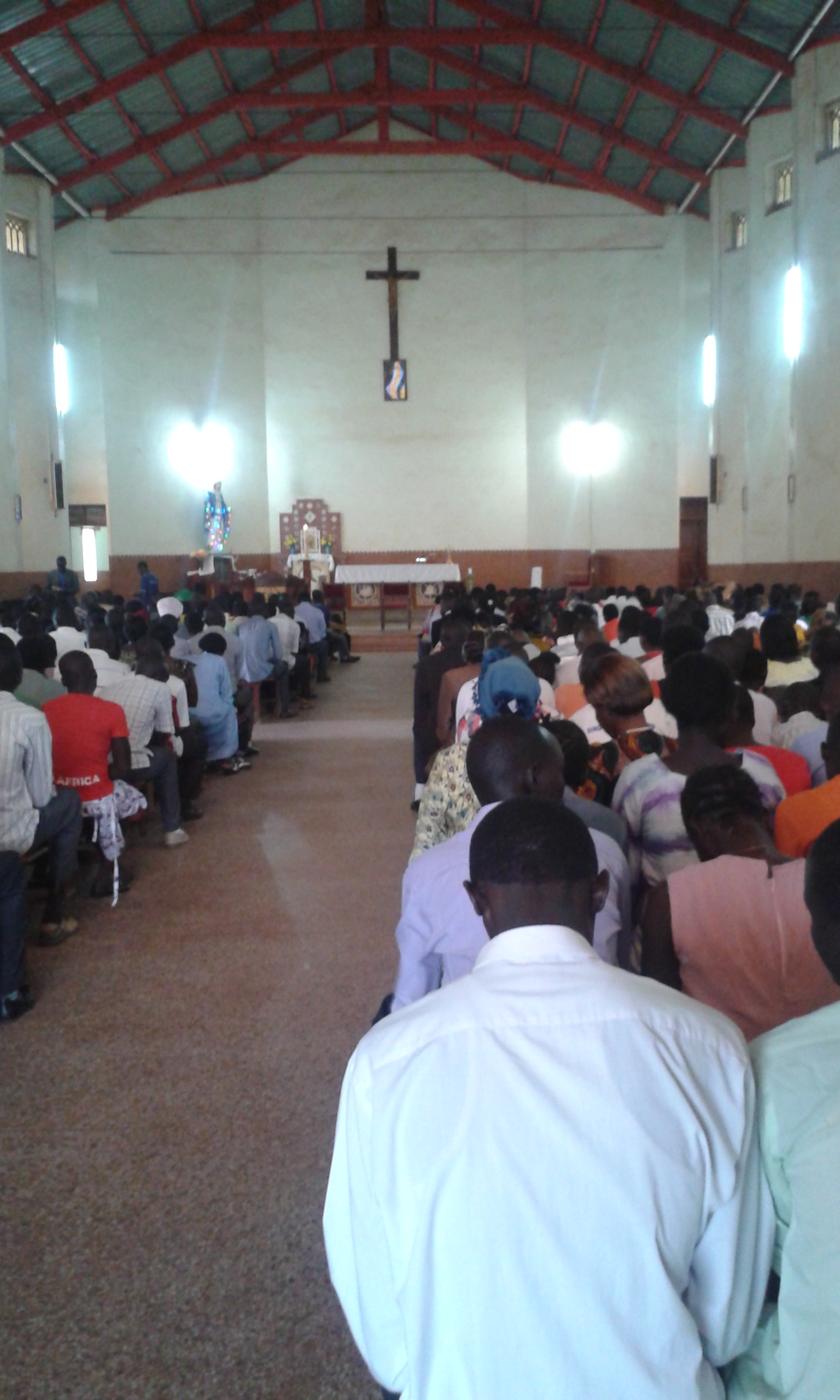
Interiér katedrály Krista Krále v Yei

Diecéze se rozkládá na území katolických věřících latinského obřadu žijících v okrese Mundri ve státě Západní Equatoria a v okrese Yei ve státě Střední Equatoria.
Sídlem diecéze je město Yei, kde se nachází katedrála Krista Krále.

### Farnosti
V roce 2020 bylo území rozděleno na 9 farností. Farnosti spravují diecézní a řeholní kněží, včetně verbitariánů v Lainya a od roku 2015 salesiánů.
Farnosti jsou v následujících lokalitách:
- Yei (založeno kolem roku 1973)
- Lutaya (založeno kolem roku 1952)
- Lomin-Kadokji (založeno kolem roku 1984)
- Tore (založeno kolem roku 1952)
- Mundri (založeno kolem roku 1960)
- Lasu (založeno kolem roku 1997)
- Ombasi (založeno kolem roku 1997)

### Instituce
Diecéze provozuje Katolické rádio Easter, které je součástí sítě katolických rozhlasových stanic v Jižním Súdánu, kterou založili Comboniáni. Sestry verbistky provozují zdravotní kliniku, zdravotní centrum sv. Bakhity, kde od roku 2015 funguje také porodnice. V diecézi působí Caritas. V katedrále Krista Krále je také poradenské centrum.

## Historie

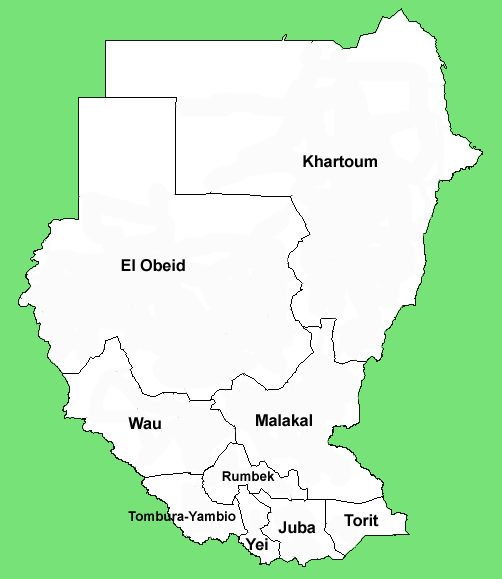
Diecéze v Súdánu a v Jižním Súdánu

Diecéze byla zřízena 21. března 1986 bulou In Dominico agro papeže Jana Pavla II., kterou bylo území odděleno od rumburské diecéze.
Súdánská lidová osvobozenecká armáda se Yei zmocnila 7. ledna 1997 a držela jej až do uzavření mírových dohod, které ukončily občanskou válku v letech 1984–2005. Jižní Súdán vyhlásil nezávislost 9. července 2011. V důsledku občanské války v Jižním Súdánu se město Yei v roce 2016 téměř vylidnilo.

## Biskupové
- 1986–2022 Erkolano Lodu Tombe, od 21. března 1986
- od 11. 2. 2022 Alex Lodiong Sakor Eyobo

## Statistiky
Podle Annuario Pontificio 2021 měla diecéze na konci roku 2020 celkem 231 950 pokřtěných věřících.
| rok                                                                   | populace | populace | populace | kněží  | kněží    | kněží   | kněží      | trvalí jáhnové | řeholníci | řeholníci | farnosti |
| rok                                                                   | pokřtění | celkem   | %        | celkem | diecézní | řeholní | počet křtů | trvalí jáhnové | muži      | ženy      | farnosti |
| --------------------------------------------------------------------- | -------- | -------- | -------- | ------ | -------- | ------- | ---------- | -------------- | --------- | --------- | -------- |
| 1990                                                                  | 52 125   | 245 000  | 21.3     | 4      | 4        |         | 13 031     |                |           |           | 5        |
| 1997                                                                  | 170 810  | 440 700  | 38.8     | 13     | 12       | 1       | 13 139     |                | 1         |           | 6        |
| 2000                                                                  | 174 200  | 445 000  | 39.1     | 20     | 16       | 4       | 8710       |                | 5         |           | 7        |
| 2001                                                                  | 176 400  | 446 400  | 39.5     | 14     | 12       | 2       | 12 600     |                | 3         |           | 10       |
| 2003                                                                  | 219 100  | 448 200  | 48.9     | 17     | 14       | 3       | 12 888     |                | 3         | 4         | 10       |
| 2004                                                                  | 220 000  | 450 100  | 48.9     | 16     | 14       | 2       | 13 750     |                | 2         | 4         | 8        |
| 2010                                                                  | 249 126  | 519 343  | 48.0     | 21     | 16       | 5       | 11 863     |                | 6         | 4         | 7        |
| 2012                                                                  | 348 620  | 740 250  | 47.1     | 18     | 14       | 4       | 19 367     |                | 5         | 6         | 7        |
| 2014                                                                  | 410 200  | 833 965  | 49.2     | 17     | 11       | 6       | 24 129     |                | 8         | 7         | 8        |
| 2017                                                                  | 416 571  | 851 599  | 48.9     | 5      | 5        |         | 83 314     |                |           |           | 9        |
| 2020                                                                  | 231 950  | 472 600  | 49.1     | 6      | 6        |         | 38 658     |                |           |           | 9        |
| Zdroj: Catholic-Hierarchy, která přebírá údaje z Annuario Pontificio. |          |          |          |        |          |         |            |                |           |           |          |